# Carabhydrus niger
Carabhydrus niger är en skalbaggsart som beskrevs av Watts 1978. Carabhydrus niger ingår i släktet Carabhydrus och familjen dykare. Inga underarter finns listade i Catalogue of Life.